# 江口愛實
江口愛實（日語：江口愛実）是日本組合AKB48的虛構成員，屬於研究生，經紀公司為AKS。她被設定在1995年2月11日出生於埼玉縣，暱稱Aimi（あいみ），第12.5期生。

## 簡介
2011年6月13日，江口成為《Weekly Playboy》的封面人物，首次在媒體上亮相。其後，江崎固力果為她特別設立了網站，並且推出由她、板野友美、大島優子、篠田麻里子、高橋南、前田敦子和渡邊麻友一同拍攝的廣告，讓人驚訝的是江口雖然作為新人，首次亮相卻處於廣告的中心位置。同時，江口也是繼篠田麻里子後第一位0.5期生和NMB48的原二期生。翌日，江口已經出現在AKB48官方網站的成員名單中。在這之前，她的網誌開通，並且發表了數篇文章。
江口近乎完美的外貌，隨即引發外界認為只是通過CG合成出來的虛構成員，成員菊地彩香則在個人網誌中透露江口其實是虛構出來的，其後菊地刪除該篇網誌並且公開道歉。後來，《東方日報》甚至引述網友的言論指江口是死於交通意外，為了一償出道的心願，因此把她塑造成第49位成員。她在Yahoo Japan6月15日的搜索量急速上升，江崎固力果則接到大量電話查詢她是否真的存在。從事整型的高須門診院長高須幹彌斷言江口百分之百是CG設計出來的，亦有指如果要以CG設計像江口一樣的外貌需要花費上億日圓。
最初，事務所矢口否認江口是虛構人物，甚至展示江口參與候選時的報名表闢謠。後來江崎固力果才承認江口其實是以CG合成的虛構成員，容貌採用了板野友美的鼻子、大島優子的頭髮和身體、篠田麻里子的嘴巴、高橋南的輪廓、前田敦子的眼睛和渡邊麻友的眉毛，聲音則是來自研究生佐佐木優佳里，出生日期是江崎固力果的成立紀念日，名稱江口愛實，來自於江崎固力果的「江」、廣告歌Ice mouth中的「口」、「愛實」則來自於她代言的冰果實的縮寫。
2011年7月24日，在「AKB48 好嘞～出發嘍～！in 西武巨蛋」演唱會的最後一天，為江口愛實配音的佐佐木優佳里以特殊化妝扮演江口，與前田敦子、大島優子、高橋南、篠田麻里子、板野友美和渡邊麻友共同演出，並擔任中心位置。

## 影響
作家山下柚實認為江口是日本傳統美的真正代表。然而，由於AKB48的基本概念是可見面的偶像，江口的出現與這背道而馳，部分支持者因而大表不滿，揚言罷買相關產品，江崎固力果股價即時下滑，並且強烈要求道歉。後來，江崎固力果設計了一個讓人隨意揍合AKB48成員樣貌的遊戲，部分支持者刻意湊合一些奇怪的樣貌，並且獲得廣泛的支持。

## 外部連結
- 江崎固力果 （页面存档备份，存于）（日語）
- AKB48官方網站 （页面存档备份，存于）（日語）
- 江崎格力高新广告使用AKB48成员合成图像，共同網，2011年6月20日（简体中文）